# 弾丸ヤンキース
弾丸ヤンキース（だんがんやんきーす）は、プロレスラーのユニットである。2013年12月に、日本のプロレス団体ZERO1において結成され、翌月より始動した。その後、他団体選手もメンバーに加わり、活動団体もプロレスリング・ノア等の他団体にも及んだ。
ユニット名称に関して、元々は正式名は決まっておらず結成当時はリーダーであった田中将斗の苗字をとり田中軍(仮)と表記されていた。その後、チームが結成された時期にリーダーの田中と名前が一文字違いのプロ野球選手・田中将大が東北楽天ゴールデンイーグルスからMLBのニューヨーク・ヤンキースへ移籍したことと、リーダー田中の異名の「弾丸」にあやかり、一般投票なども踏まえてユニット名が決まった。

## 略歴
2013年12月17日、後楽園ホールで行われた第5回風林火山タッグトーナメント2013で優勝した小幡優作がタッグパートナーであるデーモン植田にメイン後に裏切られた後にリングサイドにいた田中将斗にゼロワンを変えたいと持ちかけ共闘を要求する。田中は小幡に檄を飛ばした後承諾。そのすぐ後に橋本大地も登場し大谷晋二郎を倒したいと宣言しこれも受諾。
2013年12月29日、ラゾーナ川崎プラザソルで本格的に始動。3人タッグで大谷&KAMIKAZE&崔領二組に敗北。
2014年1月1日、後楽園ホール大会でNWAインターコンチネンタルタッグ王座決定戦に田中&小幡が大谷&KAMIKAZE組に敗北。
2014年1月11日、TAKESHIBAコロシアムの海岸プロレスで裏切ったデーモン植田とデーモンと共闘を始めた菅原拓也と藤田峰雄の3人タッグに小幡がデーモンから垂直落下式キャプチュードで勝利を奪い3人勢揃いの田中軍(仮)としては初勝利となる。
1月16日新木場1stRING大会で日高郁人が自ら加入。加入した理由は「好きなように生きるのがプロレスラー。だから俺も好きなようにやる」とのこと。
1月29日新木場1stRING大会で行われた田中&日高&小幡vs大谷&崔&佐藤とのタッグマッチに弾丸ヤンキースがストレート勝ち。この試合後に横山佳和が現れ8人タッグマッチを要求。日高の相棒フジタ"Jr"ハヤト が4人目として加わり正式に加入。試合は私服姿のまま戦ったハヤトが横山からK・I・Dを決め勝利。この試合の後田中が「賛同者はまだいるぞ。NOAHの杉浦貴を2・11後楽園に連れてくる」と発表。同日同大会で橋本大地が橋本和樹とのNWA UNヘビー級王座次期挑戦者決定戦に勝利。
2月11日、後楽園ホール大会で田中が杉浦とのタッグで大谷&佐藤組に勝利し正式加入。同大会でNWA UNヘビー級選手権王者タマ・ウィリアムスに挑戦した橋本が敗北。デーモン植田との一騎討ちに小幡が敗北。日高とハヤトの新相棒タッグがHUB&タイガースマスク組に勝利。
2月22日、プロレスリング・ノアのディファ有明大会でDANGANソルジャーの名で田中&杉浦が小峠&丸藤組に杉浦が小峠に勝利。
2月27日、新木場1stRING大会で小幡が新メンバーとしてヤンキーつながりで宮本裕向と木高イサミの「ヤンキー二丁拳銃」を招聘しその場で加入。試合はデーモン&菅原yasshi組に小幡は菅原に勝利。
3月6日、道場での記者会見において、入団を希望する横山がヤンキーの意味をはき違え、サングラス、アロハシャツ、ジーンズ、くわえたばこ、ヤンキー座りのヤンキースタイルに変貌した。
3月8日、プロレスリング・ノアの有明コロシアム大会で田中がKENTAとタッグを結成丸藤&内藤組と対戦するも引き分けに終わる。
3月9日、後楽園ホール大会で杉浦貴と佐藤耕平の一騎討ちが行われ杉浦がオリンピック予選スラムで勝利。田中と橋本の一騎討ちは田中の圧勝。小幡と二丁拳銃の3人タッグが菅原&デーモン&yasshi組と対戦しデーモンのルシファーズハンマーに小幡が敗れる。
4月より行われるノアのグローバルタッグリーグ戦に杉浦と田中の弾丸ヤンキースタッグが出場することが決定した。
3月18日、新木場1stRINGでKAMIKAZEの副社長命令で抗争を続けているデーモンと小幡が敗者リングネーム変更マッチで戦うことが決定した。また田中&橋本はジェームス・ライディーン&崔領二の越境タッグと日高は弾丸ヤンキースに入団希望の横山佳和とタッグを組みジェイソン・リー&藤田峰雄組と対戦が決定。試合は小幡がデーモンにルシファーズハンマーで敗れ一方的にリングネームを「おまたゆうちゃく」と命名される。ハサミを持ち出したデーモンに対し髪をかけてやると宣言した。田中&橋本は崔の那智の滝で橋本が敗れる。また弾丸ヤンキース入団希望の横山はジェイソンからラ・マヒストラルで勝利したものの、田中から入団を拒否された。
3月21日、とんこつ大花火で田中将斗&小幡優作&日高郁人vsKAMIKAZE&デーモン植田&菅原拓也が組まれるも日高がデーモンのルシファーズハンマーで敗れる。また橋本大地は橋本和樹とのタッグで佐藤&横山と対戦し大地がライジングDDTで横山から勝利する。
3月30日、靖国大会で正式におまたとデーモンの敗者髪切りマッチでデーモンが敗北。NWAインターナショナルライトタッグの3WAY王者決定戦に日高&ハヤトの新相棒タッグが挑戦するも直接敗北はしてないがビリーケン・キッド&タイガースマスクが奪取する。
4月27日、杉浦貴・田中将斗組がノアのグローバル・タッグ・リーグ戦で優勝した。5月6日にはZERO1後楽園ホール大会で杉浦・田中組が大谷晋二郎・KAMIKAZE組の持つNWAインターコンチネンタルタッグ王座に挑戦し、王座を奪った。
5月31日、ノアのディファ有明大会で杉浦・田中組がGHCタッグ王座に挑み、王者のマイバッハ谷口・森嶋猛組を破って第31代王者となった。これでNWAインターコンチネンタルタッグ王座と合わせてタッグ2冠王となった。
2015年も杉浦・田中組がグローバル・タッグ・リーグ戦に参加し、同大会史上初となる連覇を果たした。しかし、5月10日の横浜文化体育館大会でランス・アーチャー&デイビーボーイ・スミス・ジュニアの保持するGHCタッグ王座に挑戦するも敗北。
2015年12月のNOAH・大田区総合体育館大会、メインイベントのGHCヘビー級選手権試合の試合後、杉浦が鈴木軍入り。これによって事実上弾丸ヤンキースを脱退し、田中とのタッグも解消となった。
2017年2月19日のZERO1・新木場1stリング大会のメインイベント終了後、田中がVOODOO MURDERSに加入し、弾丸ヤンキースを脱退した。

## メンバー
- 田中将斗 - 設立メンバーでリーダー
- 小幡優作 - 設立メンバーでユニット発起人
- 日高郁人 - 2014年1月26日加入
- フジタ"Jr"ハヤト - 2013年1月29日加入
- 宮本裕向 - 2014年2月27日小幡のコネクションにより加入
- 木高イサミ - 宮本と同日おなじ理由で加入

## 元メンバー
- 橋本大地 - 設立メンバーの一人だったが、契約満了でZERO1を退団。その後療養を行いIGF入団。
- 杉浦貴 - 2014年2月11日加入。2015年12月に鈴木軍加盟により脱退。

## 戦績
- グローバル・タッグ・リーグ戦優勝（2014年、2015年） - 杉浦貴・田中将斗組
- グローバル・リーグ戦優勝（2014年）- 杉浦貴
- NWAインターコンチネンタルタッグ王座 - 杉浦・田中組
- GHCタッグ王座 - 杉浦・田中組
- ユニオンMAX王座 - 木高イサミ
- BJW認定デスマッチヘビー級王座 - 宮本裕向
- 風林火山優勝（2014年） - 杉浦・田中組
- プロレス大賞最優秀タッグ賞（2014年） - 杉浦・田中組